# Erigonoplus dilatus
Erigonoplus dilatus là một loài nhện trong họ Linyphiidae.
Loài này thuộc chi Erigonoplus. Erigonoplus dilatus được J. Denis miêu tả năm 1949.